# Samo dvaput se živi (1967.)
Samo dvaput se živi (eng. You Only Live Twice) akcijski je triler iz 1967., peti film o  Jamesu Bondu sa  Seanom Conneryjem u glavnoj ulozi. Scenarij za film napisao je Roald Dahl, a djelomično je temeljen na istoimenom romanu  Iana Fleminga. U filmu, Bond je poslan u Japan nakon što je  američko/sovjetski svemirski brod misteriozno nestao u orbiti. Dok jedna strana optužuje drugu, Bond odlazi na tajni zadatak na umjetni japanski otok kako bi pronašao počinitelje, što ga dovodi do Ernsta Stavro Blofelda, čelnika SPECTRE-e.
Nakon premijere 1967., Connery je odustao od serijala, nakon čega su producenti angažirali  Georgea Lazenbyja za film iz 1969., U službi njenog Veličanstva. Connery se poslije vratio i snimio još jedan službeni film, Dijamanti su vječni (1971.). Samo dvaput se živi je prvi Bond film koji je režirao Lewis Gilbert, koji je poslije režirao filmove Špijun koji me volio (1977.) i Operacija Svemir (1979.), u kojima se kao Bond pojavio Roger Moore.

## Produkcija
Producent Harry Saltzman prvo je angažirao Jana Wericha da glumi Blofelda. Nakon što je stigao u studio Pinewood, producent Albert R. Broccoli i redatelj Lewis Gilbert shvatili su da je on loš izbor. Bez obzira na to, dok je tražio glumca, Gilbert je nastavio snimati. Nakon nekoliko dana, Gilbert i Broccoli zamijenili su Wericha Donaldom Pleasenceom.
Connery je tijekom snimanja upao u manji skandal kad je izjavio kako mu Japanke nisu seksi, iako se opravdavao kako je to rekao slučajno te da mu pitanje nije bilo dobro prevedeno. To se dogodilo na dan kad je Connery dosta snimao te je bio iscrpljen pa mu se nisu davali intervjui. Kad je počeo intervju, novinar je ostao zabezeknut Conneryjevom ležernom odjećom (majica s vrećastim hlačama i sandalama) pa ga je upitao "Zar se tako odijeva James Bond?". Connery je navodno odgovorio, "Ja nisam James Bond. Ja sam Sean Connery, čovjek koji se voli obući udobno."
Broccoli, Harry Saltzman, Ken Adam, Lewis Gilbert i Freddie Young trebali su se 5. ožujka 1966. vratiti u Ujedinjeno Kraljevstvo Boeingom 707 nakon razgledanja lokacija u Japanu. Grupa je otkazala let kad su im rekli da imaju priliku pogledati nindža demostraciju. Avion se srušio 25 minuta nakon polijetanja, a poginuli su svi u njemu.
Redovita montažerka Lewisa Gilberta, Thelma Connell trebala je montirati film. Međutim, prvotna verzija (koja je trajala više od tri sata) zaradila je grozne kritike od strane publike na testu. Angažiran je Peter R. Hunt da preradi film. Njegova verzija postigla je puno veći uspjeh, a za nagradu je dobio redateljsku stolicu za sljedeći film.

### Filmske lokacije
- Havaji, SAD
- Cape Cod, SAD
- Britanski Hong Kong, danas posebna administrativna jedinica  Narodne Republike Kine
- Tokio, Japan
- Kobe, Japan
- Dvorac Himeji, Himeji, Japan
- Mt. Kirishima, Miyazaki/Kagoshima, Japan
- Bonotsu, Kagoshima, Japan
- Svemir

### Lokacije snimanja
- Studio Pinewood, Buckinghamshire, Ujedinjeno Kraljevstvo
- Tokio, Japan
- Dvorac Himeji, Japan
- Kobe, Japan
- Nacionalni park Kirishima-Yaku, Japan
- HMS Tenby, blizu Gibraltara
- Britanski Hong Kong
- Magere, Norveška

## Radnja
U svemiru, misteriozna letjelica zarobljava i ukrade svemirsku kapsulu, čiji su vlasnici SAD i SSSR. Kako obje države smatraju da je to napravila ona druga, svijet je na vrhuncu  hladnog rata i na rubu Trećeg svjetskog rata. Vlada  Ujedinjenog Kraljevstva, međutim, vjeruje kako se misteriozna letjelica spustila u Japansko more. Ovo upućuje na to kako bi u priču mogla biti umiješana i japanska strana.
James Bond sudjelovao je u insceniranju vlastite smrti u Hong Kongu. Prema njegovom nadređenom, M, ovo daje Jamesu Bondu "više manevarskog prostora". Poslan je u Japan kako bi istražio britansku sumnju o mogućem nuklearnom ratu, zajedno s japanskim obavještajcem "Tigerom" Tanakom.
Bond se javlja lokalnom MI6 operativcu, ali ovog ubijaju prije nego što mu je uspio priopćiti informacije o slučaju. Bond se daje u potjeru za ubojicom, ubija ga, uzima njegovu odjeću, prerušava se i pretvara se da je ranjen kako bi stigao u svoje sjedište; ispostavlja se da je to tvornica kemikalija Osato. Bond provaljuje u ured šefa japanske korporacije, g. Osata (SPECTRE-ina agenta), ali ima samo nekoliko trenutaka da uzme nekoliko dokumenata nakon što je aktivirao sigurnosni alarm.
Dok je napuštao zgradu, pokupi ga zgodna djevojka u svom autu. Međutim, Bond postaje sumnjičav nakon što mu nije odgovorila na pitanje, nakon čega se ona povlači na osamljeno područje. Bond polazi za njom, ali pada u otvor koji ga odvodi ravno u ured Tigera Tanake. Nakon što su ga propisno identificirali, špijuni počinju proučavati Bondove dokumente. Glavni predmet njihova interesa je turistička fotografija teretnog broda zvanog Ning-Po i mikrofilm koji sadrži podatak da su operativci ubili turiste iz predostrožnosti. Zainteresiran zašto je fotografija vrijedna ubijanja, Bond počinje istraživati skladišta kompanije i otkriva kako je brod prevozio tekući kisik, komponentu goriva za rakete. Zajedno njih dvojica shvaćaju kako iza svega stoje Ernst Stavro Blofeld i njegova organizacija SPECTRE. SPECTRE je jedan od Osatovih klijenata.
Kako bi istražio sumnjivi japanski otok s fotografije broda, Bond počinje trenirati s Tanakom i njegovim specijalnim nindža postrojbama. Tanaka preporučuje da se preruši u japanskog ribara. Bond prolazi trening japanske kulture, a (lažno) je oženjen lokalnom japanskom ženom, Kissy. Bond iz zraka istražuje područje s Little Nelly, naoružanim žirokopterom koji mu je poslao Q. Neuspješno tražeći SPECTRE-inu bazu, Bonda napadaju naoružani helikopteri, ali se on uspijeva oduprijeti. Kako ovo očito znači da je baza blizu, Bond i Tanaka tragaju za točnom lokacijom. Da stvar bude još gora, saznaju kako SAD sprema lansirati novu letjelicu što znači da će je vjerojatno oteti SPECTRE, a buknut će Treći svjetski rat prije nego oni uspiju spriječiti plan. Međutim, dolaze do odlučujućeg traga nakon što je Kissy spomenula kako je jedna žena misteriozno umrla nakon što je veslala u lokalnoj špilji. Bond i Kissy pronalaze tajnu SPECTRE-inu bazu skrivenu u vulkanskom krateru.
Bond ulazi unutra dok se Kissy vraća kako bi alarmirala Tanaku. Bond ukrade astronautsko odijelo u pokušaju da uđe u raketu.
Napravi pogrešku, nakon čega ga otkriva Blofeld. U međuvremenu, Tanaka i njegove specijalne nindže pokušavaju prodrijeti u otvor vulkanskog kratera. Nažalost, opažaju ih prije nego što su ušli, a Blofeld počinje pucati po njima. Sve se čini beznadno sve dok Bond ne upita za cigaretu, koja je zapravo mini-raketa koju mu je dao Q. Ubivši stražara kod kontrole kratera, Bond uspijeva otvoriti vrata, puštajući Tanakine snage da zauzmu raketnu bazu. Počinje masovna bitka, koja nanosi velike štete kontrolnoj sobi. Bond i Tanakine postrojbe primjećuju kretanje i kreću prema vratima. Bond se sukobljava s Blofeldovim ubojicom koji drži kontrolni ključ za misiju te ga na kraju baca u bazen s piranjama. Međutim, unatoč borbi, SPECTRE-ina raketa je još na putu da zarobi američku.
Bond ulazi u kontrolnu sobu za lansiranje i pritišće dugme za samouništenje SPECTRE-ina svemirskog broda prije nego što zarobi drugu američku svemirsku kapsulu i izazove rat sa SSSR-om. Trenutak prije svog bijega, Blofeld aktivira samouništenje cijele baze. Kako se baza počinje urušavati, Bond, Kissy, Tanaka i preživjele nindže napuštaju bazu. Ulaze u čamce za spašavanje izbačene iz zraka dok se vulkanska baza pretvara u pakao. Na žalost, dok Bond i Kissy počinju voditi ljubav u čamcu za spašavanje, spašava ih  britanska podmornica koja izranja ispod njih. Na podmornici su M i gđica. Moneypenny koji odmah žele čuti Bondov izvještaj.

## Vozila i naprave
- Toyota 2000GT kabriolet - Akijev automobil. Dva 2000GT-a coupea pretvorena su u kabriolet za potrebe filma. Jedan je i danas izložen u sjedištu  Toyote, dok je misterij gdje je drugi.
- Little Nellie - Naoružani žirokopter koji se može prenositi u dijelovima u nekoliko kovčega.
- Razbijač kodova - Mali džepni uređaj koji, pričvršćen za sigurnosni mehanizam, pogađa pravu kombinaciju šifre. Sve što korisnik mora napraviti jest utipkati kombinaciju. Međutim, Bond na teži način otkriva kako uređaj ne djeluje na alarme.
- Gyrojet bacači - puške koje umjesto standardne municije izbacuju projektile. U stvarnom životu proizveden je ograničeni broj ovih bacača za američku i britansku vojsku.

## Stil
Za razliku od drugih Bond filmova radnjom smještenih u  Englesku,  Rusiju ili  Ameriku, gotovo cijeli film je smješten u Japan, a nekoliko minuta posvećeno je japanskom vjenčanju usred filma. Na taj način film prati roman  Iana Fleminga koji je posvetio dobar broj stranica romana (što je i više nego neobično za knjige o Bondu) japanskoj kulturi. Felix Leiter često se pojavljuje kao Bondov 'čovjek iz Amerike', ali njihova je veza na čisto profesionalnoj razini. U Japanu, Bond susreće 'Tigera' Tanaku. Njih dvojica se u nekoliko scena filma jednostavno zabavljaju, što je također preuzeto iz Flemingova romana.

## Glumci
- James Bond - Sean Connery
- Aki - Akiko Wakabayashi
- Kissy Suzuki - Mie Hama
- Ernst Stavro Blofeld - Donald Pleasence
- Helga Brandt - Karin Dor
- Tiger Tanaka - Tetsuro Tamba
- G. Osato - Teru Shimada
- M - Bernard Lee
- Gđica. Moneypenny - Lois Maxwell
- Q - Desmond Llewelyn
- Henderson - Charles Gray
- Ling - Tsai Chin
- Hans (Blofeldov tjelohranitelj) - Ronald Rich

## Vanjske poveznice
- Samo dvaput se živi u internetskoj bazi filmova IMDb-a
- MGM's site on the movie
- Graham Thomas's definitive list of locations including the journey that Ian Fleming took to research the book